# Елена Алексиева
Елена Алексиева Алексиева е българска писателка.

## Биография
Родена е на 12 април 1975 година в София. Завършва Първа английска езикова гимназия. Има магистърска степен по международни икономически отношения от УНСС и докторска от Нов български университет по семиотика/литература с дисертация на тема „Динамика и трансформации на знака. Екзистенциалната семиотика в романите на Дон ДеЛило и в Горски цар от Мишел Турние“ (2005) с научен ръководител проф. Богдан Богданов.

## Произведения
Автор е на две стихосбирки: „Бримка на сърцето“ (1994) и „Лице на ангел-екзекутор“ (1996). Следват романът-дневник „Синята стълба“ (2001), издаден от ИК „Балкани“, сборниците с разкази „Читателска група 31“ (2005), „Кой?“ (2006, по библейски сюжети) и романите „Рицарят, дяволът, смъртта“ (2007) и „Тя е тук“ (2009). Следват разкази – „Синдикатът на домашните любимци“ (2010) и романът „Нобелистът“ (2011). През 2014 г. излиза първият ѝ сборник с пиеси, „Ангелски огън“. В него са включени пиесите: „Терапевтът“, „Бернхард в ада“, „Фантомна болка“, „Ангелски огън“, „Оракул“, „В любовта винаги всичко“, „Писмото“. През 2015 г. излиза втори сборник с пиеси, „Жертви на любовта“. Сборникът съдържа три монодрами, от които „Глас“ (Драматичен театър Пловдив, Народен театър „Иван Вазов“, Нов театър НДК), „Мадам Мишима“ (награда „Икар“ за съвременна пиеса) и „Жертви на любовта“. „Приказките на господин Кабода“ е сборник с приказки за деца, издателство „Факел Експрес“, 2017 година.
Романът ѝ „Свети Вълк“ е издаден през 2018 година и е отличен с Националната литературна награда за български роман на годината „13 века България“.
Нейни книги са преведени на френски, испански, руски и сръбски език. Има редица публикации в периодични издания и антологии на английски, френски, немски, испански, руски, полски, унгарски и други езици.

## Признание и награди
Награда „Хеликон“ 2006 за сборника с разкази „Читателска група 31“.
Награда „Аскеер“ 2013 за съвременна българска драматургия за пиесата „Терапевтът“, премиера в Народен театър „Иван Вазов“, сезон 2012/2013, реж. Крис Шарков.
Награда на Обществото на независимите критици 2014 за постановката „Глас“ – моноспектакъл на Ивана Папазова, Драматичен театър „Н.О. Масалитинов“ – Пловдив, сезон 2013/2014, реж. Калин Ангелов.
Награда „Икар“ 2015 за съвременна българска драматургия за „Мадам Мишима“, моноспектакъл на Михаил Милчев, сдружение „Артсензориум“ и театър „София“, сезон 2014/2015, реж. Калин Ангелов.
Награда „роман на годината“ на Национален дарителски фонд „13 века България“ за „Свети вълк“, 2019
Носител на награда „Перото“ за 2021 г. в категория „Проза“ за сборника „Прекъсването на самсара“.